# Willy Cartier
Willy Cartier es un modelo y actor francés. Es conocido por ser la imagen de las colecciones de Givenchy.

## Trayectoria
Willy Cartier (15.09.1991) es hijo del pintor Jack Servoz y de la bailarina Léa Cartier. En un primer momento, comenzó su carrera como actor, siendo alumno de la prestigiosa Cours Florent. También fue a la Académy International of Danse, donde estudió danza (clásica, contemporánea y jazz) y teatro, que le permitió participar en la comedia musical Aida. Además de las películas, participó en el cortometraje La Légende de Shalimar junto a Natalia Vodianova.
En su carrera como modelo, ha trabajado para las marcas Chanel, Karl Lagerfeld, Jean-Paul Gautier, Givenchy, Diesel e Benetton. También aparece en vídeos musicales de varios artistas como Woodkid, Shy'm, Frank Ocean, Laurent Voulzy o Alain Souchon.  

## Filmografía

### Filmes
- 2008: La Belle Personne de Christophe Honoré
- 2009: Fouquet, colbert, l'ecureuil et la couleuvre de Laurent Heynemann
- 2010: Ma première fois de Marie Castille
- 2013: Le grand départ de Nicolas Mercier
- 2018: Soren  de Juan Carlos Valdivia

### Televisión
- 2010: Strictement platonique
- 2011: Famille d'accueil
- 2011: Le monde à ses pieds
- 2012: RIS police scientifique